# Indische Philosophie
Die indische Philosophie gehört zu den ältesten philosophischen Traditionen der Welt. Sie geht zurück auf die Veden („Wissen“), eine Sammlung von geschichtlichen, naturwissenschaftlichen und religiösen Texten. Auf dieser Grundlage entwickelten sich neben dem Hinduismus weitere Strömungen: die wichtigsten sind der Buddhismus und der Jainismus, im Rahmen dessen besonderes Augenmerk auf die Achtung vor dem Leben in Form von Gewaltlosigkeit bzw. Ahimsa gerichtet wird.

## Einleitung
Obwohl die indische Philosophie sehr reichhaltig und vielfältig ist, sind in Europa wenig große Namen bekannt, wenn man sie mit Namen der griechischen Antike vergleicht. Eine der wenigen Ausnahmen bildet hier der Gelehrte Shankara, der für die Richtung des Vedanta steht und der diese Richtung maßgeblich weiterentwickelte.

### Zur Frage der Einheit der indischen Philosophie
Trotz aller Unterschiede gibt es eine Reihe von Gemeinsamkeiten, die sich in den meisten philosophischen und religiösen Richtungen wiederfinden:
die Vorstellung vom Kreislauf der Wiedergeburt (Samsara) bildet die Grundlage von Brahmanismus, Buddhismus, Jainismus und dem neueren Hinduismus.
Das Gesetz der Tat bzw. von Ursache und Wirkung (Karma) findet sich in gewissen Abwandlungen ebenso in allen Traditionen wieder.
Die Vorstellung einer ethisch verpflichtenden, kosmologischen Instanz (Dharma) wurde von allen Philosophien aufgegriffen. Auch das Konzept der Befreiung aus dem Kreislauf der Wiedergeburten und des damit einhergehenden Stillstands der karmischen Wirksamkeit, das in den diversen Traditionen mit verschiedenen Begriffen belegt ist (Moksha und Kaivalya in Hinduismus und Jainismus, Nirwana im Buddhismus), sowie der Begriff der „Unwissenheit“ über die wahre Natur der Dinge (Avidya), die durch jene Befreiung aufgehoben wird, haben ihren festen Platz in den Lehrgebäuden fast aller Strömungen im philosophischen Kontext des Subkontinents.
Trotz dieser starken inhaltlichen Fundamente wurden in Indien auch Konzepte entwickelt, die abseits dieser vorherrschenden Richtung lagen und ganz eigenständige Ideen entwickelten, wie z. B. die Materialisten (Lokayatas), die Fatalisten (Ajivikas) oder die Nihilisten (als „Nihilisten“ galten im philosophischen Kontext Indiens in der Regel all diejenigen, die in den Augen ihrer Kritiker eine Vernichtungslehre vertraten, d. h. den Kreislauf der Wiedergeburten und damit auch die Karmalehre bzw. deren Kausalitätsprinzip negierten).
In den Details unterscheiden sich die Richtungen stark voneinander. Es gibt monistische Systeme (die den Ursprung der Welt in einem einzigen, alles durchdringenden Prinzip sehen) wie Vedanta, und es gibt dualistische Systeme (die die Welt auf zwei, voneinander unabhängige Prinzipien zurückführen) wie Samkhya oder Jainismus.
Üblicherweise wird zwischen den sog. orthodoxen Richtungen, d. h. den sechs klassischen Systemen (Darshanas), die mit dem Brahmanismus bzw. Hinduismus in Zusammenhang stehen, und den sog. heterodoxen Systemen, wie z. B. dem Buddhismus und dem Jainismus unterschieden.

### Art der Überlieferung
Die indischen Lehren wurden vor allem in der Frühzeit mündlich vom Lehrer an den Schüler überliefert, und dies über Jahrhunderte hinweg. Die Aufgabe des Schülers bestand zuerst einmal aus Auswendiglernen. Es ist kein Zufall, dass die frühesten indischen philosophischen Überlieferungen „upanishad“ heißen, was wörtlich „um (den Lehrer) herum sitzen“ bedeutet. Wer keinen Lehrer hatte, konnte nicht in den Genuss des philosophischen Lernens kommen. Philosophische Traditionen wurden innerhalb der eigenen Kaste bzw. Familie weitertradiert. Es gibt in Indien kaum sehr alte Funde von philosophischen bzw. religiösen Texten. Ein Grund dafür ist, dass die schriftliche Fixierung relativ spät begann (weil man ihr wenig Wert beimaß) und zudem schlecht haltbare Materialien wie Palmblätter zur Verschriftlichung benutzt wurden. Erst in der klassischen Zeit (400 v. Chr. – 700 n. Chr.) und vor allem im Buddhismus wurde die schriftliche Fixierung üblicher.

## Die Astika und die Nastika
In der klassischen indischen Philosophie wird zwischen zwei Hauptgruppen unterschieden:
Den orthodoxen Systemen, die die Autorität der Veden in ihrer Funktion als Lehr- und Erkenntnismittel anerkennen (Sanskrit: astika), und den heterodoxen Systemen, die sich gegen eine derartige Autorität aussprechen (Sanskrit: nastika).
Die sechs orthodoxen Systeme (sechs Darshanas) der klassischen indischen Philosophie sind:
1. Nyaya, Schule der Logik und Erkenntnistheorie
2. Vaisheshika, naturphilosophische Lehre
3. Samkhya, dualistische Erlösungsphilosophie
4. Yoga, praktischer Erlösungsweg
5. Purva Mimansa, Ritualistik und Erkenntnisphilosophie
6. Vedanta (Uttara Mimamsa), monistische Erlösungsphilosophie

Zu den heterodoxen Systemen der indischen Philosophie, die die Autorität des Veda nicht akzeptieren, gehören:
1. Charvaka bzw. Lokayata (Schule der Materialisten)
2. Jainismus, die Schule der strengen Asketen
3. Theravada bzw. Vibhajjavada, die "Schule der Unterscheidung" (Theravada-Buddhismus)
4. Sarvastivada bzw. Vaibhashika, die "Schule des Alles-ist" oder "Schule der ausführlichen Erläuterung" (Hinayana-Buddhismus)
5. Sautrantika oder "Sutra-Schule" (Hinayana-Buddhismus)
6. Yogacara bzw. Vijñānavāda, die "Nur-Bewusstseins-Schule" (Mahayana-Buddhismus)
7. Madhyamaka, die "Schule des Mittleren Weges" (Mahayana-Buddhismus)
8. Pramanavada, die "Erkenntnis- und Logikschule" (Mahayana-Buddhismus)

## Die sechs Darshanas

### Nyaya
Hauptartikel: Nyaya
Der Nyaya ist die Schule der Logik und der Erkenntnistheorie. Als Verfasser der Nyaya-Sutras gilt Akshapada aus dem Geschlecht der Gautama. Über seine Person ist nichts bekannt. Der Nyaya konzentriert sich auf Fragen der Epistemologie (Erkenntnistheorie) und Logik. Demnach hat die Erkenntnis vier Quellen: die alltägliche (wie yogische) Wahrnehmung, das Schlussverfahren, die Analogie und die Bezeugung. Im Unterschied zu anderen Schulen bemüht sich diese Schule um den Beweis der Existenz Gottes (Ishvara), der die Wirkursache aller Dinge ist.

### Vaisheshika
Hauptartikel: Vaisheshika
Bei dem Vaisheshika handelt es sich nicht um eine Erlösungslehre, sondern um eine naturphilosophische Lehre, deren Anliegen die Welterklärung im naturwissenschaftlichen Sinne war. Als Begründer der Überlieferung gilt Kanada, der die Vaisheshika-Sutras verfasst haben soll. Die Zeitspanne des Vaisheshika umfasst die ersten vorchristlichen Jahrhunderte bis etwa 700 n. Chr. Mit der Kategorienlehre hat das Vaisheshika dabei wesentlich zum indischen Gedankengut beigetragen. Wesentliche Bestandteile des Vaisheshika sind die Elementenlehre und die Atomlehre.

### Samkhya
Hauptartikel: Samkhya
Das Samkhya gilt als älteste der orthodoxen philosophischen Systeme Indiens. Die Anfänge reichen bis in die Zeit der Upanishaden zurück (ca. 6. Jh. v. Chr.). Das Samkhya ist eine dualistische Philosophie: Das Universum wird auf zwei ewige Realitäten zurückgeführt, nämlich Purusha (Seele, Geist – wörtlich "Mann") und Prakriti (Urmaterie). Der Gegensatz zwischen Geist und Materie besteht darin, dass ersterer inaktiv und bewusst, das zweite aktiv aber unbewusst ist. Bei den Purushas handelt es sich dabei um viele Einzelseelen, die als bewusst gelten und keine Qualitäten haben. Sie sind die stillen Beobachter von Prakriti (Material oder Natur), die aus drei Gunas (Qualitäten) besteht. Diese Gunas sind Sattva, Rajas und Tamas. Sattva bedeutet Ruhe, Weisheit, Licht Rajas ist Aktivität, Bewegung und Tamas Trägheit, Stabilität. Wenn die Harmonie der Gunas gestört ist, ändert sich der Lauf der Welt. Die Störung ist durch die Nähe von Purusha und Prakriti verursacht. Befreiung (Kaivalya) besteht aus der Realisation der Differenz zwischen den beiden. Die Vermischung der grundlegenden Prinzipien bzw. die Unkenntnis ihrer Unterscheidung ist der Grund für die Verhaftung der Existenz im Kreislauf der Wiedergeburten. Die wichtigste Zusammenfassung der Lehre stellen die Samkhyakarika von Ishvarakrishna (zwischen 350 und 550 n. Chr.) dar.

### Yoga
Hauptartikel: Yoga
Der Yoga ist kein System, sondern ein Weg, die Erlösung zu finden, und konnte als solcher mit den verschiedensten philosophischen Lehren verbunden werden. In besonders engem Austausch stand der Yoga mit der Samkhya-Philosophie. Maßgeblich für die Entwicklung des Yoga war Patanjali, der das Yogasutra verfasste. Im Vordergrund steht der praktische Erlösungsweg.

### Purva Mimansa
Hauptartikel: Purva Mimansa
Die Mimansa hatte ursprünglich nichts mit Philosophie zu tun: sie war eine Schule, die sich mit dem vedischen Opferritual beschäftigte und durch streng systematische Interpretation versuchte, die Fülle der Vorschriften der alten vedischen Texte in Einklang zu bringen. Das älteste erhaltene Werk sind die Mimansa-Sutras des Jaimini (2./3. Jh. n. Chr.). Für die Vertreter der Mimansa galt der Veda als ewige untrügliche Offenbarung. Deshalb versuchte man durch die Ausbildung einer methodischen Auslegung, die Autorität des Veda sicherzustellen. Die Veden gelten als der einzige Weg zur Erkenntnis des Dharma (kosmisches Gesetz). Im Laufe der philosophischen Entwicklung trat die Erkenntnislehre immer mehr in den Vordergrund. Die wichtigsten Vertreter der Mimansa sind Kumarila und Prabhakara (um 700 n. Chr.).

### Vedanta
Hauptartikel: Vedanta
Der Vedanta gehört insbesondere seit der hinduistischen Gegenreformation, die um das 8. Jahrhundert einsetzte und den weitreichenden Einfluss des Buddhismus auf dem Subkontinent in den Folgejahrhunderten fast völlig zurückdrängte, bis heute zu den verbreitetsten philosophischen Systemen im indischen Raum. Er hat seine Anfänge in der Philosophie der Upanishaden und wurde später von Gelehrten wie Badarayana, Gaudapada, Shankara, Ramanuja, Vallabha, Nimbarka und Madhva systematisiert, interpretiert und weiterentwickelt. Beim Vedanta, der sich in seinem Gehalt selbst als "Vollendung allen vedischen Wissens" versteht und seinem hermeneutischen Anspruch nach direkt an die Interpretationen des Purva Mimamsa anschließt, handelt es sich generell um ein monistisches System, da die Welt auf ein einziges, alldurchdringendes Prinzip zurückgeführt wird. Dieses Prinzip wird aufgefasst als Brahman, dem ewigen, unvergänglichen, transzendenten Selbst, der letzten Wirklichkeit, dem reinen, ungeteilten Bewusstsein jenseits von Raum, Zeit und Kausalität, das in der upanishadischen Lehre dem Atman, dem innersten, inhärenten Kern oder Selbst des Menschen gegenübergestellt wird. Das Ziel des menschlichen Strebens besteht darin, Kenntnis über Brahman (Sanskrit: brahma jnana) zu erlangen und zu verinnerlichen (Moksha). Alle sechs Schulen des Vedanta, die sich im Laufe der Jahrhunderte herausbildeten, erkennen vorbehaltlos die kollektiv als "Prasthana Traya" ("Dreifachkanon") bezeichneten Schriften "Brahmasutras", "Bhagavad Gita" und "Upanishaden" als maßgebliche Lehr- und Erkenntnismittel an, doch in ihrer Auslegung und insbesondere in Bezug auf die Brahman-Atman-Lehre gibt es in den Strömungen dieser Tradition einige Meinungsverschiedenheiten in Detailfragen.
In der historisch ersten und weltweit durchsetzungsfähigsten Schule des Vedanta, dem von Shankara konkretisierten Advaita, das im 20. Jh. durch moderne Vertreter wie Ramana Maharshi oder Nisargadatta Maharaj über die indischen Grenzen hinaus auch im westlichen Kulturkreis Fuß fassen konnte, wird eine uneingeschränkte Wesensidentität von Brahman und Atman betont, jedoch als "Nicht-Zweiheit" (Sanskrit: advaita) artikuliert. Diese strikt nondualistische Auslegung der upanishadischen Quintessenz nahm in der ca. zwischen dem 7. und 8. Jahrhundert von Gaudapada verfassten "Mandukya Karika", einer kommentierenden Abhandlung über die "Mandukya Upanisad", die Shankara als Vorlage für seine Erörterungen diente, erstmals systematische Gestalt an. Vor allem der Begriff der Maya in seiner entmythisierten und auf eine erkenntnistheoretische Ebene verlagerten Darstellung als Grundlage der Unwissenheit (Sanskrit: avidya) ist ein hervorstechendes Merkmal jener von Gaudapada formulierten Akzentuierung des Vedanta, deren Schwerpunkt vollständig auf dem eigenschaftslosen Absoluten (Sanskrit: nirguna brahman) liegt, und die jeglicher Dualität (von Subjekt und Objekt, von "Wissendem und Gewußtem") die Wirklichkeit abspricht. Der von Gaudapada geprägte Ausspruch – "Es gibt weder Schöpfung noch Auflösung, weder Gebundenheit noch Befreiung, weder den nach Befreiung Strebenden noch den Befreiten, das ist die höchste Wahrheit" (Mandukya Karika, Kapitel II, Vers 32) – wurde zum Sinnbild dieser Auffassung und gehört zu den meistzitierten Sätzen innerhalb der Tradition des Advaita. Maya bedeutet nach dieser Auffassung, das Absolute mit dem Relativen zu verwechseln, das Unwirkliche für das Wirkliche zu halten und den vergänglichen Phänomenen, denen lediglich "relative Wirklichkeit" (Sanskrit: vyavahara satya) zukommt, eine "absolute Wirklichkeit" (Sanskrit: paramartha satya) zuzuschreiben, die in Wahrheit nur Brahman allein zu eigen ist – so die Interpretation des Advaita. Hier dienen zahlreiche Analogien und Metaphern zur Veranschaulichung, von denen in diesem Zusammenhang in der Schule des Advaita das Gleichnis vom Seil und der Schlange (Sanskrit: rajjusarpa-nyaya) am häufigsten Verwendung findet: ein Wanderer sieht auf seinem Weg im Halbdunkel eine Schlange und schreckt zurück. Er zittert und ist gelähmt vor Angst. Doch wird nun mit einer hellen Lampe Licht auf die Stelle geworfen, stellt der Wanderer plötzlich fest, dass die vermeintliche Schlange die ganze Zeit ein am Wegesrand liegendes, aufgerolltes Seil gewesen ist. Seine Angst weicht der Erleichterung, wenn ihm bewusst wird, dass die Schlange bloße Vorstellung war, welche in der Erkenntnis über das Seil völlig verschwindet. Auf ähnliche Weise verschwindet die Unwissenheit in der aufdämmernden Selbsterkenntnis, und Brahman als Eines ohne ein Zweites durchstößt den Schleier der Maya für immer (s. Mandukya Karika II, 17-19).
Shankara, Gaudapadas Enkelschüler, knüpfte unmittelbar an dessen in der Mandukya Karika festgehaltenen Darlegungen an und arbeitete sie als Erster konkret zu einem eigenständigen System aus, was ihn in der indischen Philosophie zur herausragenden Identifikationsfigur des Vedanta machte und sogar dazu führte, dass sein Name häufig synonym mit dem Vedanta als solchem verwendet wird. Er erweiterte die Lehre mit seiner Theorie der Überlagerung (Sanskrit: adhyasa), der zufolge Körperlichkeit und die Welt der mannigfaltigen Erscheinungen kraft der Maya innewohnenden Fähigkeiten auf Brahman projiziert werden.
Andere Vertreter des Vedanta, die im Rahmen der zunehmenden Bhakti-Orientierung den späteren Verlauf der philosophisch-religiösen Geschichte Indiens prägten, widersprachen dieser Interpretation, wie zum Beispiel Ramanuja (1055–1137), auf den die Lehre des Visistadvaita zurückgeht. Er verlieh dem Vedanta eine theistischere Ausformung, indem er Narayana (Vishnu) als persönliche Gottheit mit in das Lehrgebäude des Vedanta aufnahm und es zudem nicht akzeptierte, dass der Jiva (das individuelle Selbst) in der Selbsterkenntnis vollständig in Brahman aufgeht, so wie es Shankara beschrieb, sondern auch nach der Befreiung seine Individualität beibehält. Der Mannigfaltigkeit der getrennt voneinander erscheinenden Phänomene schrieb er eine Wirklichkeit zu, da sie seiner Ansicht nach den Körper Brahmans konstituiert und als dessen Manifestationsmodi (Sanskrit: prakara) nicht illusorisch sein kann – hierzu hob er den Aspekt des "Saguna Brahman" (Brahman mit Eigenschaften) hervor. Strenger als Ramanujas Betrachtungsweise stellt sich Madhvas Lehre des Dvaita dar. Der ebenfalls vishnuitisch ausgerichtete Reformator Madhva (1238–1317) betonte mit seiner Schule des Dualismus den fünffachen Unterschied (Sanskrit: pancha-bheda) zwischen 1. Brahman und den Jivas, 2. Brahman und der Materie, 3. den Jivas und der Materie, 4. den Jivas untereinander und 5. den materiellen Objekten untereinander. Die Aufgabe des Menschen liegt Madhva zufolge in der Dienerschaft und Hingabe zu Vishnu. Wo Ramanuja noch auf eine "Einheit in der Verschiedenheit" hinweist (qualifizierter Monismus), setzt Madhva absolute Differenzen. Illustriert anhand des alten indischen Gleichnisses von der Beziehung der Wellen zum Meer (Sanskrit: samudra taranga nyaya) greift Ramanuja den formellen Unterschied (die Wellen sind nicht das Meer) und die essenzielle Identität (beides ist Wasser) gleichzeitig auf, während Madhva dieses als widersprüchlich zurückweist und die All-Einheit als eine Abhängigkeit der Welt und Jivas von Brahman äußert, die voneinander in Raum und Zeit getrennt sind. Derartige Auseinandersetzungen führten zu weiteren Verästelungen innerhalb des Vedanta, wie zum Beispiel die auf Chaitanya (1486–1534) zurückgehende Lehre des "Achintya Bhedabheda" (des "unvorstellbaren Unterschieds im Nicht-Unterschied") oder die von Nimbarka (ca. 13. Jh.) veräußerte Doktrin des "Suddhadvaita" ("reine Nicht-Zweiheits-Lehre") deutlich macht.